# Andrij Melnyk
Andrij Atanasowycz Melnyk (ukr. Андрі́й Атанасович Ме́льник; ur. 12 grudnia 1890 w Woli Jakubowej, zm. 1 listopada 1964 w Clervaux) – ukraiński wojskowy i polityk. Oficer Legionu Ukraińskich Strzelców Siczowych, pułkownik Armii Ukraińskiej Republiki Ludowej, działacz nacjonalistyczny, przewodniczący Organizacji Ukraińskich Nacjonalistów (OUN) (1938-1940), zaś po rozłamie w roku 1940 – frakcji melnykowców (OUN-M), od 1947 dożywotni przewodniczący OUN-M.

## Życiorys
Urodził się w rodzinie greckokatolickiego organisty (diaka). Z wykształcenia był inżynierem leśnikiem. Podczas I wojny światowej dowódca sotni Legionu Ukraińskich Strzelców Siczowych. W latach 1916–1917 w niewoli rosyjskiej, przebywał w obozie jenieckim w Carycynie. Po rewolucji lutowej i obaleniu caratu uciekł z niewoli i wraz z Jewhenem Konowalcem współtworzył korpus Strzelców Siczowych. W armii Ukraińskiej Republiki Ludowej otrzymał stopień pułkownika. Naczelnik sztabu frontowego armii URL.
W końcu 1919 internowany wraz z formacją Strzelców Siczowych w obozie w Równem, po umowie warszawskiej zwolniony. W latach 1920–1921 rewizor misji wojskowej Ukraińskiej Republiki Ludowej w Pradze. W Czechosłowacji ukończył studia leśnicze uzyskując tytuł inżyniera leśnika. Jeden ze współzałożycieli Ukraińskiej Organizacji Wojskowej (UWO).
W 1922 r. powrócił do Polski, w latach 1923–1924 pełnił funkcję krajowego komendanta UWO. 10 kwietnia 1924 aresztowany przez policję, 28 marca 1925 skazany przez sąd na cztery lata ciężkiego więzienia. Po uwolnieniu w 1928 (w wyniku starań prezydenta URL na uchodźstwie Andrija Liwyckiego) pracował jako leśnik w dobrach Andrzeja Szeptyckiego, jednocześnie prowadził nielegalną działalność polityczną. W 1929 uczestniczył w powstaniu Organizacji Ukraińskich Nacjonalistów, od 1934 był członkiem Senatu OUN, później przewodniczącym Senatu OUN.
W latach 1933–1938 przewodniczący Głównej Rady Akcji Katolickiej Młodzieży Orły, przewodniczący organizacji ukraińskich kombatantów Молода Громада.
Po zamordowaniu w maju 1938 Jewhena Konowalca przez agenta NKWD Pawła Sudopłatowa, został przewodniczącym Prowodu Ukraińskich Nacjonalistów (prowidnykiem OUN). Jego funkcja została zatwierdzona przez II Wielki Zbór Ukraińskich Nacjonalistów w Rzymie w sierpniu 1939. W związku z objęciem funkcji wyjechał w 1938 zagranicę.
W 1940 r. radykalni członkowie OUN ze Stepanem Banderą na czele dokonali w niej rozłamu. Dwie powstałe frakcje OUN znane były popularnie jako OUN-B (banderowcy) i OUN-M (melnykowcy).
Andrij Melnyk od 1939 był uznawany przez Abwehrę za agenta pod pseudonimem Konsul I. OUN (a następnie OUN-M, której był przywódcą) została użyta do przeprowadzania działań dywersyjnych po planowanym niemieckim ataku na ZSRR. Abwehra finansowała działalność UWO od wczesnych lat 20.
Na przełomie lat 1943/1944 został aresztowany przez Gestapo i osadzony w obozie koncentracyjnym Sachsenhausen w oddziale dla więźniów specjalnych tzw. Zellenbau (przebywali tam również m.in. pierwszy dowódca Armii Krajowej Stefan Rowecki, kanclerz Austrii Kurt Schuschnigg, czy premier Francji Édouard Daladier, a od września 1941 aresztowani przywódcy OUN(B) – Stepan Bandera i Jarosław Stećko) za próbę nawiązania kontaktu z aliantami. Niemcy chcieli również wymusić w ten sposób większe zaangażowanie Ukraińców w wojnie z ZSRR, bez konieczności koncesji politycznych z własnej strony. Andrij Melnyk uwolniony został wraz z Banderą i Stećką we wrześniu 1944, w związku ze zmianą polityki III Rzeszy wobec tzw. wojsk ochotniczych (Freiwillige) i koniecznością ustępstw w obliczu zbliżającej się klęski militarnej Niemiec.
Od grudnia 1944 Melnyk uczestniczył w negocjacjach, w wyniku których 17 marca 1945 powstał Ukraiński Komitet Narodowy.
Po wojnie mieszkał w Luksemburgu i RFN. W 1947 r. na III Wielkim Zborze Ukraińskich Nacjonalistów (melnykowców) wybrany dożywotnim przewodniczącym OUN-M. Zmarł w wieku 74 lat.
Szwagier Jewhena Konowalca (żony obu były siostrami, córkami Stepana Fedaka).